# 보컬 전쟁: 신의 목소리
《보컬 전쟁: 신의 목소리》는 SBS TV에서 방송된 음악 예능 프로그램인데, 먼저 2016년 설연휴 기간 도중 파일럿으로 방송한 이후 호평을 받아 정규편성에 성공했지만, 막상 정규편성 이후에는 소요 제작비 대비 수익이 크지 않았는 데다가 예상보다 화제성도 몹시 떨어져 결국 횟수로는 17회, 기간으로는 5개월만에 만에 막을 내렸고 해당 프로그램의 후속으로는 본래는 미운 우리 새끼를 내보낼 예정이었으나, 하필 메인 MC 신동엽이 E채널의 용감한 기자들의 고정이었던 탓에 불발됐으며 결국 금요일 밤으로 편성이 최종 확정되었고, 이 과정에서 기존의 웃음을 찾는 사람들은 2016년 8월 24일부터 수요일 밤으로 이동했다.
한편, 시즌 2를 선보이는 것도 검토했으나 연출자 박상혁 PD의 퇴사 때문에 좌절됐다.

## 진행 방식

### 1라운드
- 판정단 수는 200명이다.
- 도전자는 무대 뒤에서 노래를 부르는 중, 판정단 100명 이상의 표를 얻으면 무대가 갈라지며 도전자의 얼굴이 공개된다.
- 이어서 신의 가수 5명 중 3명 이상의 선택을 받으면 계단이 올라가며 중앙 무대에 설 수 있다. 2명 이하의 선택을 받으면 탈락한다.
- 통과자는 5명의 신들 중 한명을 선택하여 그에게 상상불가 추천곡을 지정하며, 도전자는 선택한 가수의 노래를 불러야 한다.

### 2라운드
- 준비시간은 3시간이다.
- 먼저 도전자가 선택한 가수의 노래를 부르고, 선택당한 가수는 상상불가 추천곡을 본인의 스타일로 재해석해 부른다.
- 이런식으로 5명을 모두 이기면 1억원의 상금을 지급하며 모든 가수의 추천을 받으면 이긴거나 마찬가지다.

## 같이 보기
- 기적의 오디션
- 듀엣가요제